# حمام امین‌آباد
حمام امین آباد مربوط به دوره صفوی است و در شهرستان شهرضا، بخش مرکزی، دهستان اسفرجان، روستای امین آباد، خیابان شهید بهشتی، ورودی محله قدیم روستا واقع شده و این اثر در تاریخ ۲۶ اسفند ۱۳۸۶ با شمارهٔ ثبت ۲۱۸۲۹ به‌عنوان یکی از آثار ملی ایران به ثبت رسیده است.